# Adesmus alboniger
Adesmus alboniger es una especie de escarabajo longicornio del género Adesmus, categorizada en la tribu Hemilophini, de la subfamilia Lamiinae. Fue descrita por Galileo & Martins en 2013.

## Descripción
Mide 9,6 mm de longitud.

## Distribución
Se distribuye por Ecuador.